# Visst katten har djuren själ!
Visst katten har djuren själ! - En samling historier av och för djurvänner (på norska Jovisst har dyrene sjel) är sammansatt av Margit Sandemo och består av människors berättelser om deras möten med djur. 